# José Pedreny
José Pedreny Mateu (La Figuera, c. 1876-Barcelona, 1939) fue un periodista español.

## Biografía
Nació en una familia de El Priorato. Era hijo de Raimunda Matheu y Malluna. Desde joven militaba en la Comunión Tradicionalista. Estudió en el Seminario de Tortosa, pero abandonó sus estudios para dedicarse al periodismo.
En 1896 fue nombrado presidente de la Junta Directiva de la Juventud Carlista de la ciudad y empezó a dirigir El Correo de Tortosa. Por sus campañas sufrió persecuciones y destierros. En noviembre de 1898 fue juzgado por haber publicado un artículo titulado «Tristezas y esperanzas», que el fiscal consideró injurioso hacia la magistratura española. No obstante, finalmente resultó absuelto. Por otro artículo, denominado «Por las Cortes», volvió a ser procesado, pero en febrero de 1899 recibió un indulto junto con otros periodistas carlistas cómo el padre Corbató, Benigno Bolaños y otros.
Se trasladó a Barcelona y en 1903 ingresó en la redacción de El Correo Catalán, diario del que llegó a ser redactor jefe, y se destacó como propagandista de los ideales tradicionalistas. En 1916 Domingo Cirici Ventalló lo citó como uno de los periodistas carlistas más notables.
En julio del 1915 sufrió un atentado con arma de fuego en la imprenta del diario, situada en la calle Baños. Según la prensa, solo fue herido el cajista, y Pedreny resultó ileso. Sin embargo, de acuerdo con el historiador carlista Melchor Ferrer, el autor de los disparos, un exaltado aliadófilo, lo habría llegado a herir en un brazo. En 1914 Pedreny también fue redactor jefe de la revista ilustrada Gráfico Legitimista.
Al producirse la escisión mellista en el partido tradicionalista, permaneció leal al pretendiente Don Jaime, y combatió duramente las teorías del doctor Minguijón desde las columnas de El Correo Catalán.
Pedreny murió en Barcelona el 20 de noviembre de 1939. El 20 de febrero de 1940 se celebraron en sufragio de su alma solemnes funerales a la iglesia de Santa María del Pino, a los que asistieron personalidades como el secretario de la Jefatura provincial de Prensa, Bernabé Oliva; el director de El Correo Catalán, Diego Ramírez; y el presidente de la Asociación de la Prensa Diaria de Barcelona, Juan Brugada Juliá.